# Ficus sageretina
Ficus sageretina är en mullbärsväxtart som beskrevs av Friedrich Ludwig Diels. Ficus sageretina ingår i släktet fikonsläktet, och familjen mullbärsväxter. Inga underarter finns listade i Catalogue of Life.